# Pa Monti
Pa Monti, artiestennaam van Eduard Emanuel (Eddie) Struiken (31 juli 1933 - 30 september 2008), was een Surinaams percussionist en zanger. Hij was vooral gespecialiseerd in de stijlen kawina en winti.

## Biografie
Struiken begon zijn muziekloopbaan op de steelpan bij de Shell Invaders Steelband. Later ontwikkelde hij zich als percussionist op de apintiedrum. Bovenal was hij zanger en bekend om zijn luwangu-liederen, waaronder bij de tap kromantiprei en de sokopsalm uit de winti. Verder musiceerde hij in de stijlen kawina en banja.
In 1962, kort voor de festiviteiten van 100 jaar afschaffing van de slavernij, sloot hij zich aan bij de kawinagroep Overtoom Kriyoro. Hij bleef hier tot 1981 voor spelen en richtte het jaar erop de groep Monti Kriyoro op, waarmee hij een eigen stijl ontwikkelde. Met de groep bracht hij in 2000 het album Wan odi wi kon bari uit.
Op 1 juli 2008 werd hij met de eremedaille Grani onderscheiden door de culturele organisatie NAKS, voor het uitdragen van de Afro-Surinaamse cultuur in een tijd dat kawina een nog niet geaccepteerde muziekstijl was. Bij NAKS gaf hij ook muziekworkshops.
Struiken had vijf kinderen, van wie twee ook bekend werden als drummer. Hij overleed op 75-jarige leeftijd.